# Koryčany
Koryčany – miasto w Czechach, w kraju zlinskim, w powiecie Kromieryż. Według danych z 31 grudnia 2003 powierzchnia miasta wynosiła 4 117 ha, a liczba jego mieszkańców 2 900 osób.

## Demografia
| Rok             | 1970  | 1980  | 1991  | 2001  | 2003  |
| --------------- | ----- | ----- | ----- | ----- | ----- |
| Liczba ludności | 3 597 | 3 243 | 2 950 | 2 840 | 2 900 |

Źródło: Czeski Urząd Statystyczny